# Enrico De Negri
Enrico De Negri (* 22. August 1902 in Carrara; † 16. Juli 1990 in Pisa) war ein italienischer Philosoph, Romanist und Italianist.

## Leben und Werk
De Negri studierte in Pisa, schloss 1926 an der Scuola Normale Superiore ab und habilitierte sich 1933. Er ging von 1926 bis 1938 als Lektor für Italienisch nach Köln (von 1930 bis 1933 unter Leo Spitzer). Von 1938 bis 1943 war er in Prag Leiter des Italienischen Kulturinstituts und Gastprofessor an der Universität (bei Erhard Preißig). Von 1944 bis 1945 lehrte er Philosophie in Florenz, dann  bis 1961 Italienisch an der Columbia University. In dieser Zeit war er Guggenheim Fellow (1953) und Gastprofessor an der Princeton University (1956–1957 am Princeton Institute for Advanced Study), sowie an der  FU Berlin.
De Negri war von 1961 bis 1971  Professor für Italienisch an der University of  California, Berkeley und von 1971 bis 1972 Ordinarius für Geschichtsphilosophie an der Universität La Sapienza in Rom. Er lehrte von 1972 bis 1977 noch an der Scuola Normale Superiore von Pisa.

## Werke
- La crisi del positivismo nella filosofia dell'immanenza, Florenz 1929
- La metafisica di Bernardino Varisco, Florenz 1929
- La nascita della dialettica hegeliana, Florenz 1930
- (Übersetzer) Georg Wilhelm Friedrich Hegel, Fenomenologia dello spirito, 2 Bde., Florenz 1933, 1960, Rom 2008
- Il sistema di Hegel nella sua formazione, Florenz 1935
- Interpretazione di Hegel, Prag 1942, Florenz 1943, 1973
- I principi di Hegel, Florenz 1949
- La teologia di Lutero. Rivelazione e dialettica, Florenz 1967 (deutsch: Offenbarung und Dialektik. Luthers Realtheologie, Darmstadt 1973)
- Tra filosofia e letteratura, Neapel 1983